# Wiener Flaktürme

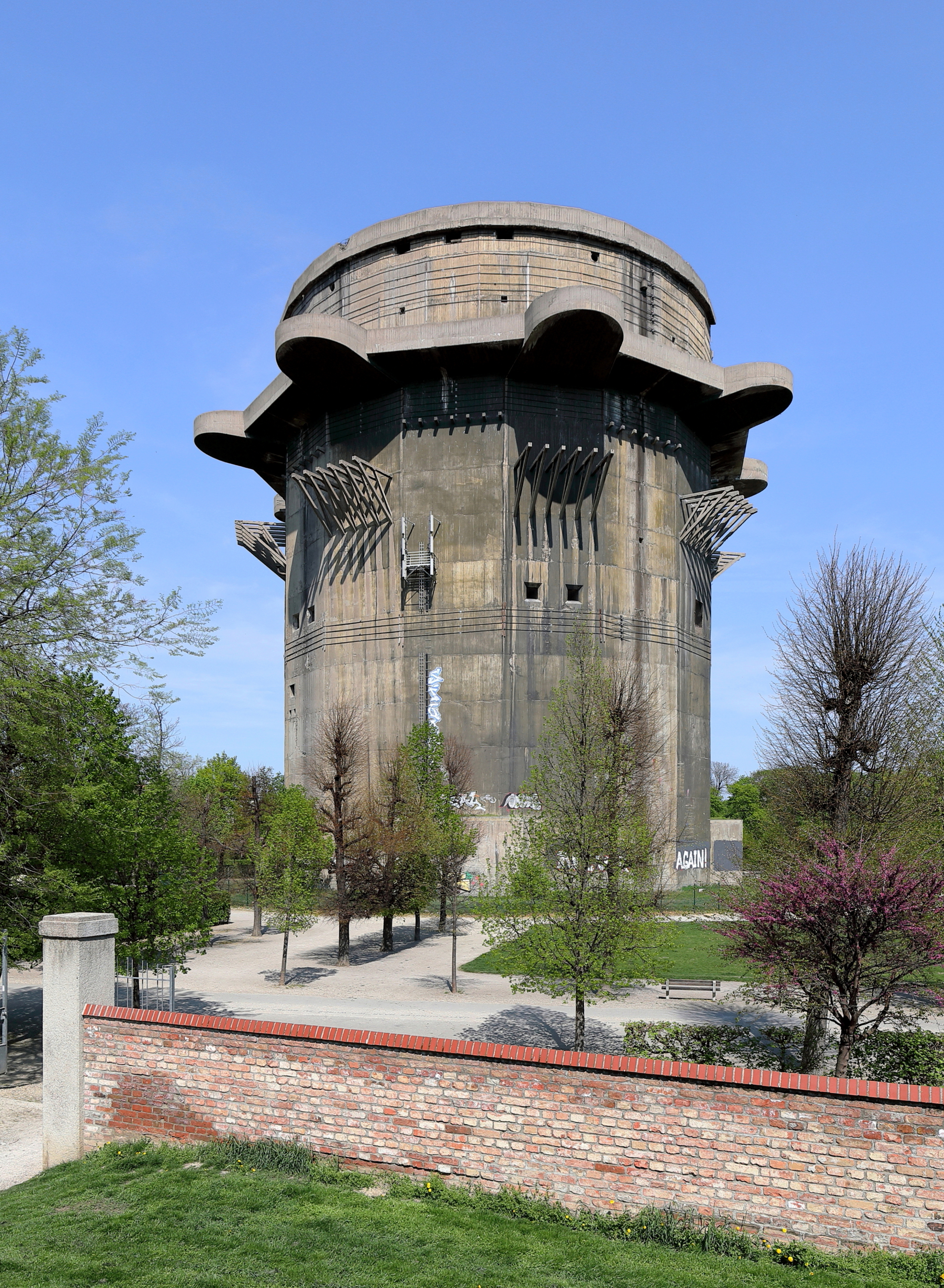
Der Gefechtsturm im Augarten

Die Wiener Flaktürme sind sechs große aus Stahlbeton errichtete Abwehr- und Schutzbauten in Wien, die in den Jahren 1942 bis 1945 als riesige Luftschutzanlagen mit aufmontierten Flugabwehrgeschützen und Feuerleitanlagen erbaut wurden. Solche oberirdischen Schutzräume werden auch Hochbunker genannt. Der Architekt der Flaktürme war Friedrich Tamms (1904–1980). Im Unterschied zu den Berliner und den Hamburger Flaktürmen sind die Wiener Flaktürme weitgehend unverändert erhalten.

## Zusammensetzung der Anlage und Funktion

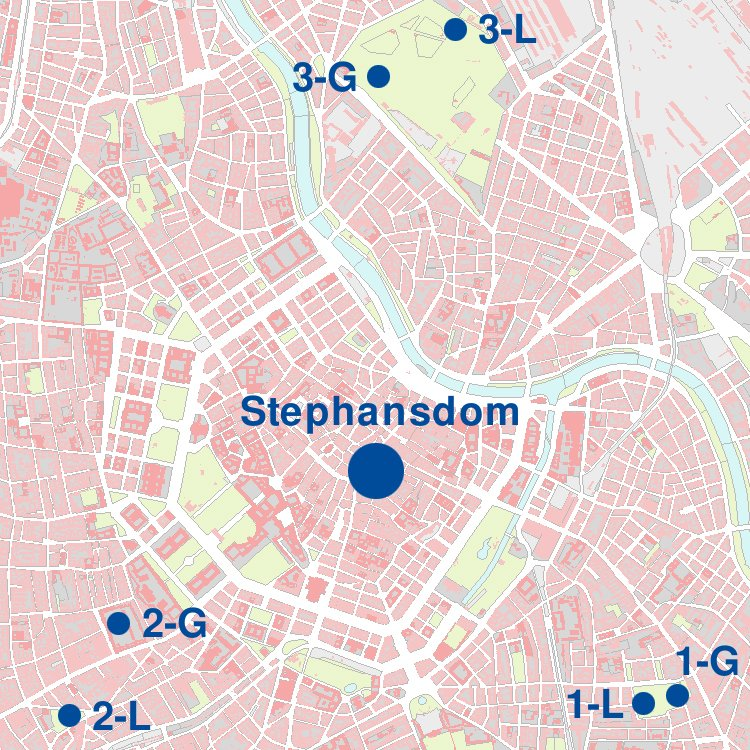
Lage der Wiener Flaktürme im Dreieck um das Stadtzentrum

Das System der Wiener Flaktürme besteht aus insgesamt sechs Bauwerken, drei Gefechtstürmen mit jeweils einem Feuerleitturm. Die drei Bunkerpaare sind in einem Dreieck angeordnet, in dessen ungefährer Mitte sich der Stephansdom befindet. Die Türme sind unterschiedlich hoch, damit die oberen Plattformen jedes Turmpaares jeweils auf einem Niveau liegen, was eine Koordinierung der von den Radaranlagen (Feuerleitradar) ermittelten Daten erleichterte (zum Stand der deutschen Radartechnik zu dieser Zeit siehe Würzburg (Radar)).
Der maximale Einsatzradius der vier Hauptgeschütze (12,8-cm-Flak-Zwilling 40) jedes Turmes betrug unter idealen Bedingungen 20 km. Die kleineren Plattformen der Gefechts- und Feuerleittürme waren für 2-cm-Flugabwehrgeschütze vorgesehen, doch wurden sie in Wien niemals verwendet, da tief fliegende Flugzeuge in den letzten Kriegsjahren nicht mehr auftraten. Neben ihrer militärischen Besatzung dienten die Flaktürme in Wien als provisorische Spitäler, beherbergten Radiosender und teilweise kriegswichtige technische Betriebe und boten in großem Umfang Luftschutzräume für die Bevölkerung.
Eine Beseitigung der Türme unterließ man wegen der Nähe zur Wohnbebauung. Heutzutage wäre eine Entfernung der Türme durchaus möglich. Inzwischen stehen aber alle sechs Bauten unter Denkmalschutz (nur für die beiden Flaktürme im Augarten existiert ein Bescheid (GZ 39.086/2/2000 vom 5. April 2000)).
Heute befinden sich die Türme teilweise im Besitz der Stadt Wien und teilweise in staatlichem Besitz. Es hat mehrmals Versuche gegeben, die Flaktürme umzubauen und nutzbar zu machen. Die Ideen reichen vom Depot für Sicherheitskopien wichtiger Daten bis zu einem Kaffeehaus oder Hotel.

## Planung
Während des Zweiten Weltkriegs wurde deutlich, dass Briten und Amerikaner Luftangriffe – insbesondere Flächenbombardements – für ein Mittel hielten, Deutschland in die Knie zu zwingen (siehe auch Area Bombing Directive, 14. Februar 1942, Ziel des Morale Bombing). Die Kapazität an Bombern nahm zu, ihre Reichweite ebenfalls. Gleichwohl lag Wien lange außerhalb der Reichweite der britischen Langstreckenbomber. Das änderte sich erst 1944 durch die Eroberung Italiens.
Am 9. September 1942 ordnete Hitler den Bau von Flaktürmen in Wien an. Die Luftwaffenführung sah dazu als Bauplätze die Schmelz, den Prater und Floridsdorf vor. Hitler lehnte diese Orte aber ab, da das Stadtzentrum durch die großen Abstände nicht ausreichend geschützt gewesen wäre. Nach Besprechungen mit Reichsstatthalter Baldur von Schirach wurden die endgültigen Standorte festgelegt. Drei Turmpaare mit einem Abwehrgeschützradius von etwa 20 km sollten ein Verteidigungsdreieck bilden, dessen Mittelpunkt der Stephansdom bildete: im Augarten, im Arenbergpark im III. Bezirk (Landstraße) und ein drittes im Esterházypark nahe der Mariahilfer Straße und im Hof der Stiftskaserne im VI. Bezirk. Statt des Augartens war allerdings anfänglich die Roßauer Kaserne im Gespräch. Maßgeblich für die Wahl der Plätze waren die leichte Verfügbarkeit des Grundes und die Möglichkeit, Bahnanschlüsse herzustellen. Der Plan sah vor, die Flaktürme nach der siegreichen Beendigung des Kriegs mit Marmor zu verkleiden und als Denkmäler den gefallenen deutschen Soldaten zu widmen.
Wie bei allen Flaktürmen war Friedrich Tamms für die Planung verantwortlich, er wurde in Wien durch Anton Ruschitzka vertreten, die Bauleitung hatte Franz Fuhrmann vom Wiener Stadtbauamt inne. Die militärische Leitung lag bei Major Wimberger, der jedoch über keinen Einsatzstab verfügte. Die Materialbeschaffung erfolgte durch die NS-Bauorganisation Todt. Jedes Paar Flaktürme bestand aus dem großen, mit schwerem und leichtem Geschütz versehenen Gefechtsturm sowie einem kleineren Leitturm für die Kommunikation und Suchscheinwerfer. Gegen Kriegsende waren die Türme eben erst funktionstüchtig. In ihnen waren neben militärischen Leitstellen auch Lazarette und Fabrikationseinrichtungen untergebracht. Sie dienten auch als Luftschutzraum für die Menschen der Umgebung: In jedem Turm hatten bis zu 30.000 Personen Platz.

## Bau
Mit dem Bau der Flaktürme wurden die Firmen Philipp Holzmann und Gottlieb Tesch beauftragt, wobei kleinere Betriebe über Arbeitsgemeinschaften eingebunden wurden. Da die Verfügbarkeit einheimischer Arbeitskräfte durch Einberufungen ständig abnahm, wurden im Verlauf des Krieges immer mehr Kriegsgefangene, Fremd- und Zwangsarbeiter eingesetzt.
Zement wurde vor allem aus Mannersdorf am Leithagebirge angeliefert, in geringerer Menge auch aus Rodaun. Der Schotter stammte aus den Schottergruben Padlesak in Felixdorf und Gustav Haagen bei Heidfeld an der Preßburger Bahn, etwa im Bereich des heutigen Flughafen Wien-Schwechat. Sand wurde in Schiffen via Donaukanal angeliefert; im Bereich der Weißgerberlände wurden Sandsilos der Vereinigten Baustoffwerke AG errichtet. In diesem Bereich befand sich schon ab 1918 ein Anschlussgleis der Straßenbahn durch die Drorygasse. Dieses war seit 1925 stillgelegt; es wurde 1941 wiederhergestellt und im folgenden Jahr nach dem Bau eines weiteren Silos um zwei Gleise erweitert. Für den Abraum, der beim Ausheben der Fundamente anfiel, wurde bei der Kratochwjlestraße (damals Weissenbachstraße) im 22. Bezirk eine Deponie angelegt, die ebenfalls einen Straßenbahnanschluss erhielt.

## Paar VIII: Arenbergpark

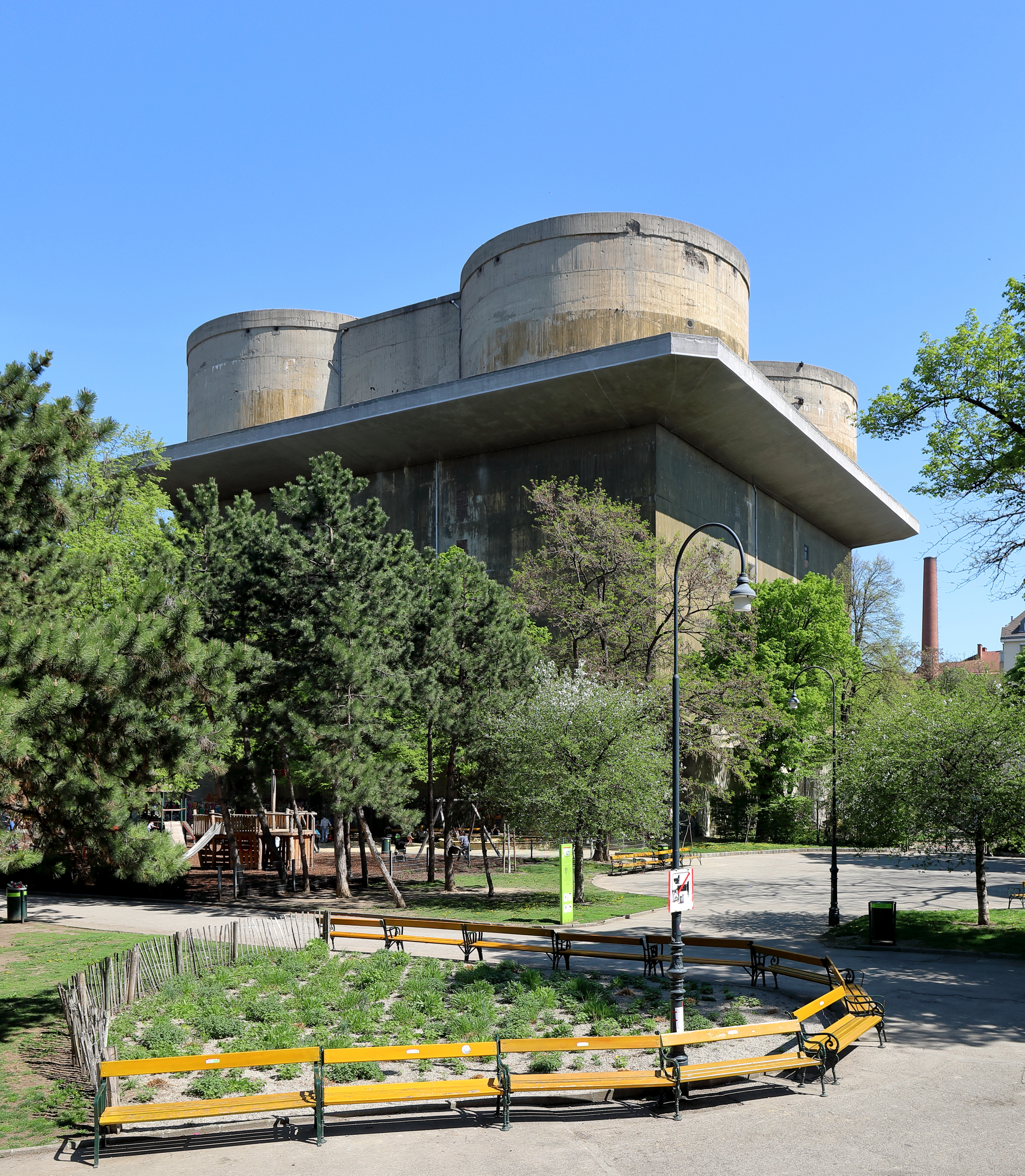
Gefechtsturm Arenbergpark

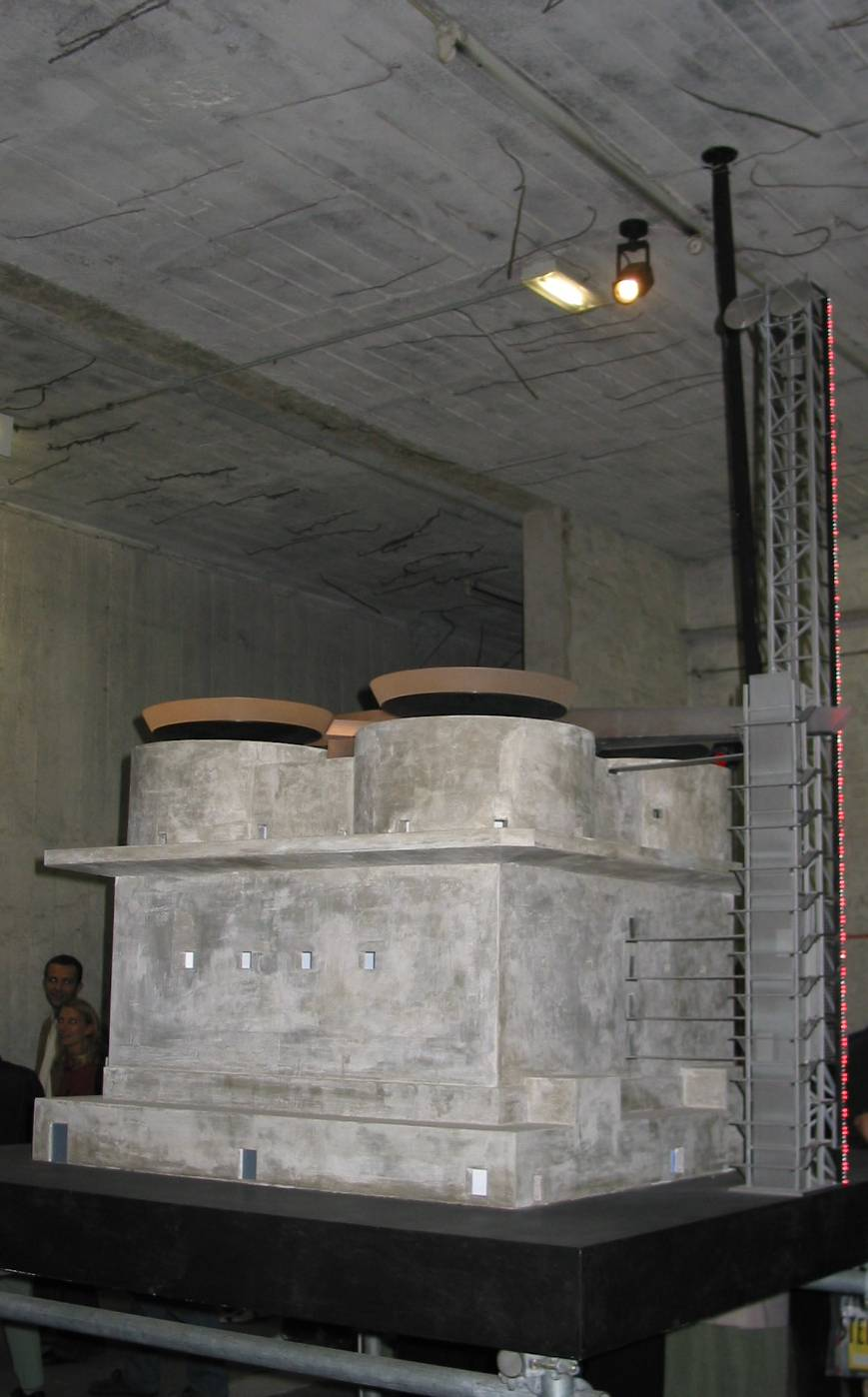
Modell des Gefechtsturms Arenbergpark im Rahmen des Kunstprojekts CAT

Das Flakturmpaar im Wiener Arenbergpark (Bezirk Landstraße) trägt den Codenamen „Baldrian“. Die Errichtung fand von Dezember 1942 bis Oktober 1943 statt, wobei beide Türme in der Bauart II mit neun Stockwerken ausgeführt wurden. Zur Errichtung der Türme wurden zusätzliche Anschlussgleise im Aspangbahnhof angelegt. Von dort führte eine Feldbahn (Spurweite 600 mm) über die Strecke Aspangstraße–Steingasse–Klimschgasse–Eslarngasse–Barmherzigengasse zur Baustelle. Eine weitere Feldbahn mit einer Spurweite von 900 mm verlief über die Wassergasse und die Neulinggasse (damals Schredtgasse) zu den Flaktürmen. Dazu war es notwendig, das Haus Landstraßer Hauptstraße 94 abzureißen, um einen Durchlass zur Neulinggasse zu ermöglichen. Dieser wurde auch für ein Anschlussgleis der Straßenbahn, das von der Landstraßer Hauptstraße abbog, verwendet. In den Jahren 1954/55 wurde an dieser Stelle der Gemeindebau Kurt-Steyrer-Hof errichtet, wobei die Verbindung zur Neulinggasse aber bestehen blieb. Die zugehörigen Arbeiterlager befanden sich in der nördlichen Brigittenau.
Der Gefechtsturm ist der größte aller Wiener Flaktürme. Seine Mauern sind im Allgemeinen zwei Meter dick, in den obersten drei Stockwerken aber ungefähr sieben Meter. Außen um das Erdgeschoß befindet sich ein Gang, wodurch die gesamte Grundfläche 57,0 m × 57,0 m beträgt, während die eigentliche Seitenlänge des Turms um 10 m geringer ist. Die Umfassungsmauern der Geschützstände haben eine Dicke von vier Metern. Die Schutzdecke über dem achten Stockwerk ist zwischen 3,80 m und 4 m dick. Ursprünglich befanden sich auf dem Turm 8,8-cm-Zwillingsgeschütze, danach 10,5-cm-Geschütze, die erst später durch die 12,8-cm-Geschütze ersetzt wurden. Bis zum dritten Obergeschoß wurde der Flakturm als Bunker für Zivilisten verwendet, im vierten Stock befand sich ein Spital, im fünften eine Heizungs- und Belüftungsanlage und im sechsten ein Teil der Flugmotorenwerke Ostmark. Erst der siebente und der achte Stock wurden vom Militär verwendet, wobei im siebenten Geschoß auch noch Räumlichkeiten der Gaupropagandaleitung, der Kreisleitung, des Radiosenders Wien und von Siemens & Halske untergebracht waren. Eigentlich war vorgesehen, dass hier der Reichsverteidigungskommissar und sein Einsatzstab einziehen sollten, doch die Gauleitung bestand auf einem Bunker im Außenbereich der Stadt.
Nach dem Krieg wurde der Turm kurzzeitig von einem Pharmazieunternehmen verwendet und danach als Lager für Sanitätsmaterial des Bundesheeres benutzt, das ihn auch lange Zeit verwaltete. Am 31. August 1990 ging die Verwaltung auf die Bundesgebäudeverwaltung über. Heute ist der Objekteigentümer des Gefechtsturms die Bundesimmobiliengesellschaft (BIG), obwohl er im Arenbergpark auf Grund der Stadt Wien steht (Superädifikat).

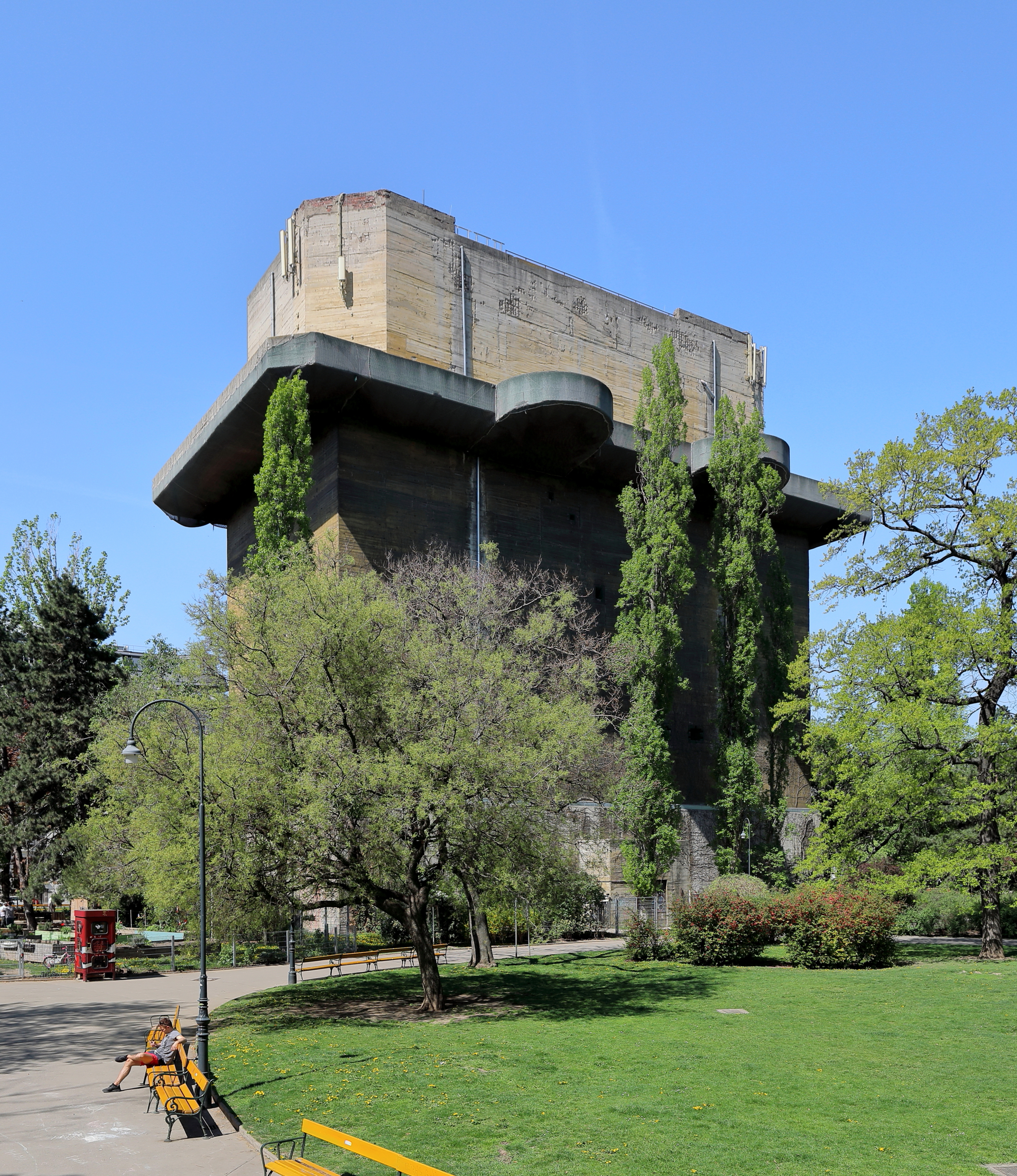
Feuerleitturm Arenbergpark

Die Mauern des Leitturmes sind zwischen 2 m und 2,50 m dick, die Decke ist etwa vier Meter dick. Im Keller befanden sich Anlagen zur Ent- und Versorgung, das Erdgeschoß diente als Krankenrevier, das aber nur vom Militär und für Verwundete aus dem nahe gelegenen Krankenhaus Rudolfstiftung benutzt werden durfte. Die Stockwerke zwei bis fünf dienten als Schutzräume für die Zivilbevölkerung, wobei aber der dritte Stock mit einem Wasserbehälter, elektrischen Anlagen und der Lüftung belegt war. Im sechsten Stock gab es Mannschaftsräume, die Fernsprechvermittlung, das Munitionslager für die leichte Flak und weitere technische Räumlichkeiten. Der siebente Stock war für Rechenmaschinen vorgesehen. Außerdem gibt es dort einen Schacht bis zum Verdeck, der wohl zur Versenkung des Funkmessgerätes vorgesehen war. Im achten Stock befand sich die eigentliche Kommandozentrale. Der Leitturm ist heute vollständig im Besitz der Stadt Wien, für ihn zuständig ist die MA 34 (Bau- und Gebäudemanagement).
Der Leitturm beherbergt seit 1992 im Erdgeschoß ein Gerätelager der MA 42 (Stadtgartenamt) und wird seit 2002 für eine Antennenanlage verwendet. Wegen der hohen Luftfeuchtigkeit musste 1995 ein Ansuchen des Architekturzentrums Wien beziehungsweise 2000 eines des AKH abgewiesen werden, ihn als Lagerraum zu verwenden. Die geplante Nutzung als Rechenzentrum konnte nicht realisiert werden.
In den Jahren 2005 und 2006 wurden vom Verein Faktum Flakturm organisierte Ausstellungen aktueller Künstler im Turm gezeigt. Des Weiteren wurde eine Historikergruppe mit Forschungsarbeiten beauftragt. Die Funde, die im Zuge dessen gemacht wurden, konnten bereits teilweise die eklatanten Wissenslücken über die Entstehungs- und Verwendungsgeschichte der Türme schließen, mussten aber jäh abgebrochen werden: aufgrund des abgelaufenen Nutzungsvertrags für die Gruppe im März 2007 und mangelnder sicherheitstechnischer Ausstattung für Ausstellungen wurde der Turm von der zuständigen Behörde (MA 34) geschlossen. Nun kämpft die Gruppe um den neuerlichen Zugang zum Turm.
Der Gefechtsturm beherbergt zum einen heute ein Depot des Museums für Angewandte Kunst, zum anderen fungierte der Flakturm selbst als Kunstprojekt, genannt CAT – Contemporary Art Tower und war im Rahmen von Ausstellungen und Events begehbar. Aufgrund unvorhergesehener Sanierungsarbeiten ist der Gefechtsturm Arenbergpark bis auf weiteres geschlossen.
Technische Daten
| Beschreibung           | Gefechtsturm                     | Leitturm                         |
| ---------------------- | -------------------------------- | -------------------------------- |
| Fundamentausmaß [m²]   | 3.844                            | 1.938                            |
| Bebaute Fläche [m²]    | 3.249                            | 885                              |
| Nutzfläche [m²]        | 12.630                           | 3.565                            |
| Grundfläche [m × m]    | 47,0 × 47,0                      | 38,0 × 19,0                      |
| Höhe [m]               | 42                               | 39                               |
| Turmmasse/Nutzlast [t] | 178.400                          | 62.800                           |
| Geo-Koordinaten        | 48° 11′ 55,2″ N, 16° 23′ 34,2″ O | 48° 11′ 53,7″ N, 16° 23′ 26,6″ O |

## Paar V: Stiftskaserne/Esterházypark

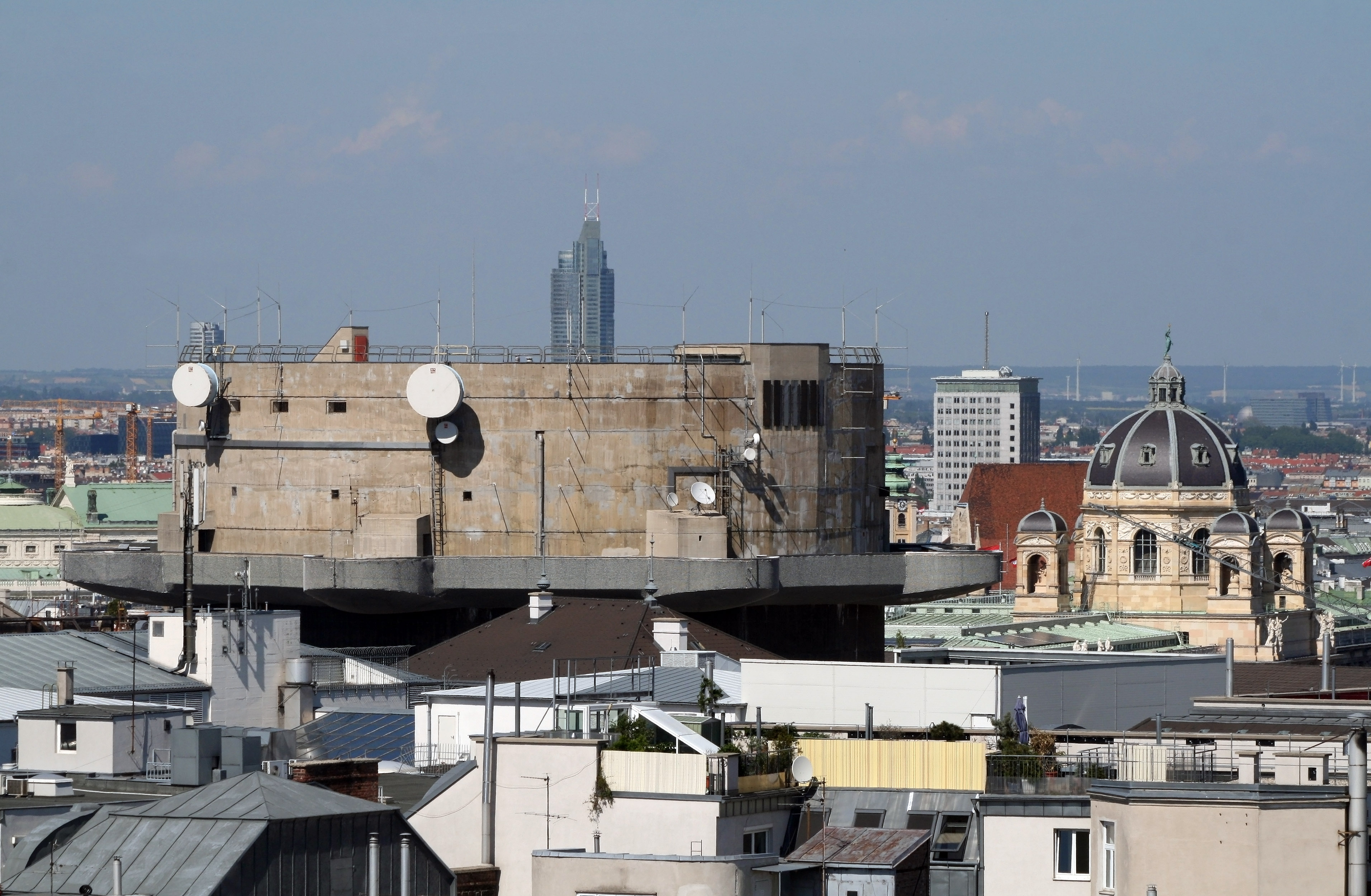
Gefechtsturm Stiftskaserne

Dieses Flakturmpaar besteht aus dem Leitturm im Esterházypark (Bezirk Mariahilf) und dem Gefechtsturm in der Stiftskaserne (Bezirk Neubau). Die Türme wurden in der Zeit von Oktober 1943 bis Juli 1944 errichtet. Durch den fortschreitenden Krieg mussten Stahl und Beton eingespart werden, was zur Entwicklung der Bauart III führte, die es nur in Wien gibt. Der Leitturm ist mit seinen elf Stockwerken höher gebaut als der Gefechtsturm mit neun Stockwerken, damit die Plattformen beider Türme trotz unterschiedlichem Bodenniveau auf derselben Seehöhe sind (was die Feuerleitung vereinfacht).
Für den Bau des Leitturms im Esterhazypark sind keine besonderen Transporteinrichtungen bekannt. Für den Gefechtsturm wurde an der Nordseite des Westbahnhofs eine Umladeanlage errichtet, von der eine Feldbahn mit 600 mm Spurweite zur Stiftskaserne verlief. Die Streckenführung war Neubaugürtel–Seidengasse–Zieglergasse–Lindengasse–Stiftskaserne. Die Umwegfahrt über die Seidengasse war notwendig, weil es noch keine direkte Verbindung zwischen Lindengasse und Stollgasse gab. Um sich die Errichtung einer Kreuzung mit der Straßenbahn zu ersparen, wurden die Straßenbahngleise in der Stiftgasse einfach unterbrochen. Dafür existierten aber zwei Anschlussgleise der Straßenbahn direkt in die Kaserne, eines aus der nördlichen Stiftgasse und eines direkt aus der Mariahilfer Straße.
Die neue Bauart des Gefechtsturmes zeigt einen sechzehneckigen Grundriss, oberhalb der Plattform hat das Gebäude 32 Ecken. Der Turm liegt genau in der Achse von Michaelerplatz, Burgtor und Maria-Theresien-Denkmal. Über seine Nutzung ist nur wenig bekannt, da Unterlagen nur unvollständig erhalten sind. Vom ersten bis zum vierten Stock diente er dem zivilen Luftschutz, wobei sich im vierten Geschoß auch Räume der Reichspost und für das Schnellkommando des Bürgermeisters befanden. Die darüber liegenden Räumlichkeiten waren dem Militär vorbehalten. Die Geschützstände waren mit einer Kuppel abgedeckt.

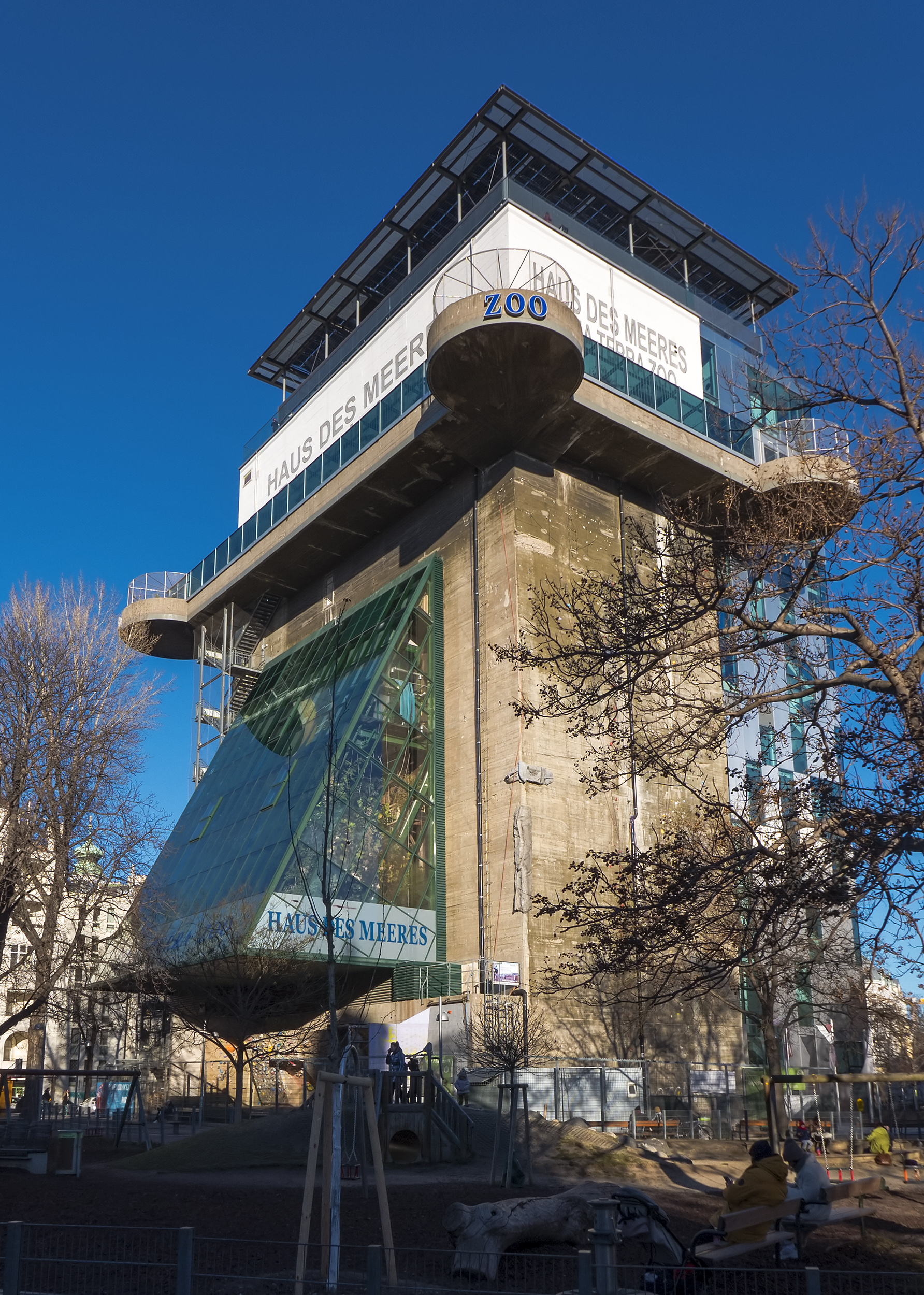
Leitturm im Esterhazypark mit dem Tropenhaus des Hauses des Meeres

Der Gefechtsturm ist im Besitz der Republik Österreich, da die Stiftskaserne eine militärische Bundeseinrichtung auf einem Bundesgrundstück ist, er wird von der Heeresgebäudeverwaltung verwaltet. Der Turm wird vom Kommando Führungsunterstützung des österreichischen Bundesheeres genutzt und ist als schnell erreichbare Notunterkunft für die österreichische Staatsspitze vorgesehen. Aufgrund dieser militärischen Nutzung und der damit verbundenen Geheimhaltung ist auch über seinen heutigen Zustand wenig bekannt.
Auch beim Leitturm kam es zu Materialeinsparungen, doch sind die Unterschiede zur Bauart II geringer als beim Gefechtsturm. Am auffälligsten ist die Lage der Auskragungen der Plattform („Schwalbennester“) an den Ecken statt in der Mitte. Die Mauern haben eine Dicke von 2,50 m, die Schutzdecke über dem neunten Stockwerk ist 3,50 m dick, die oberste Decke aber nur 60 cm.

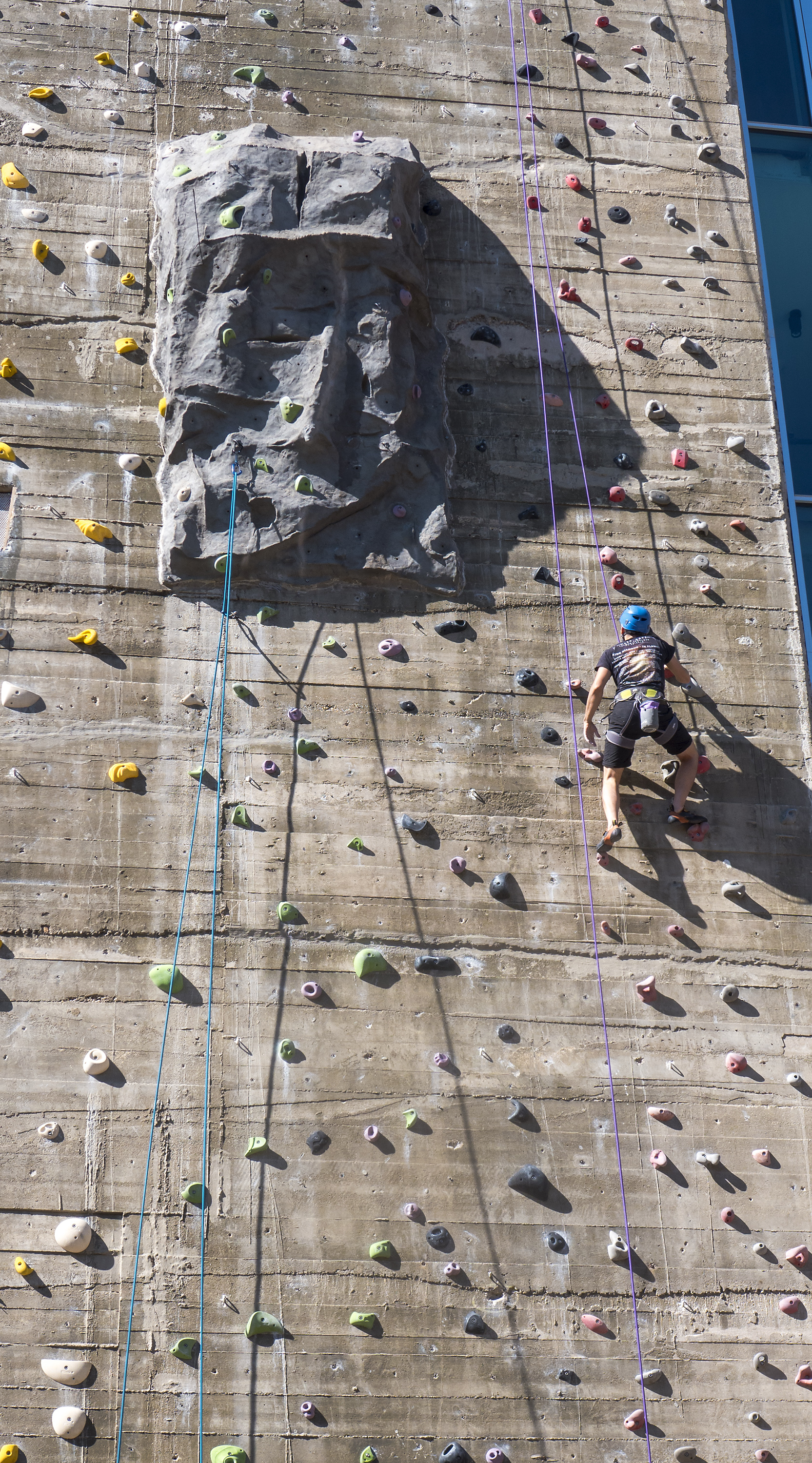
Kletterwand am Haus des Meeres

Der Eingang auf der Ostseite diente dem Militär, von den Eingängen auf der Westseite kam man in die Zivilschutzräume im dritten Obergeschoß. Im siebenten Geschoß befindet sich eine quadratische Öffnung (Seitenlänge 80 cm), die der Belüftung diente. Von der Öffnung führt ein Schacht nach unten, wobei die kalte, frische Luft durch Öffnungen in jedes Stockwerk strömte und als verbrauchte, warme Luft wieder aufstieg und den Turm durch eine Abluftöffnung verließ.
Der Leitturm, der im Esterházypark auf öffentlichem Grund der Stadt Wien steht, befand sich zunächst vollständig im Besitz der Gemeinde. Dementsprechend war die MA 34 (Bau- und Gebäudemanagement) für ihn zuständig. In den 1950er- und 1960er-Jahren war im Luftschutzkeller, der heute das Foltermuseum beherbergt, ein unterirdisches Jugendgästehaus (Jugendherberge) untergebracht. Von 1954 bis 1962 betrieb die Volkshochschule Wien West hier eine Volkssternwarte. Ab 1956 wurde er für das Haus des Meeres adaptiert, das seit 1958 hier seinen Sitz hat. Es erhielt 1999 eine Erweiterung an der Außenseite um das „Tropenhaus“ nach der Planung von Wilhelm Holzbauer. 1991 wurde im Rahmen der Wiener Festwochen nach einem Projekt des amerikanischen Künstlers Lawrence Weiner ein markanter Anti-Kriegs-Spruch (Smashed to pieces in the still of the night / Zerschmettert in Stücke im Frieden der Nacht sowohl auf Deutsch als auch auf Englisch) am oberen Teil der Fassade angebracht.
Der Wiener Gemeinderat beschloss am 1. Juli 2015 einstimmig den Verkauf an das Haus des Meeres gegen einen symbolischen Betrag von einem Euro. 1998 ließ der ÖAV eine Kletterwand an der Außenseite errichten. Im Keller ist seit 2000 ein Foltermuseum untergebracht.
Anfang 2018 wurde bekannt, dass bis Anfang 2020 ein Glaszubau vor die Eingangsfassade des Hauses des Meeres gesetzt werden soll. 3000 Quadratmeter Nutzfläche kamen dadurch hinzu, der Schriftzug von Lawrence Weiner wurde übermalt.
Technische Daten
| Beschreibung             | Gefechtsturm                  | Leitturm                         |
| ------------------------ | ----------------------------- | -------------------------------- |
| Fundamentausmaß [m²]     | 2.120                         | 651                              |
| Verbaute Fläche [m²]     | ?                             | 488                              |
| Nutzfläche [m²]          | ?                             | 1.915                            |
| Grundfläche              | 47 m Ø                        | 31,0 m × 15,0 m                  |
| Höhe [m]                 | 45                            | 47                               |
| Turmmasse / Nutzlast [t] | 132.000                       | 50.250                           |
| Geo-Koordinaten          | 48° 12′ 6,3″ N, 16° 21′ 22″ O | 48° 11′ 51,6″ N, 16° 21′ 10,6″ O |

## Paar VII: Augarten

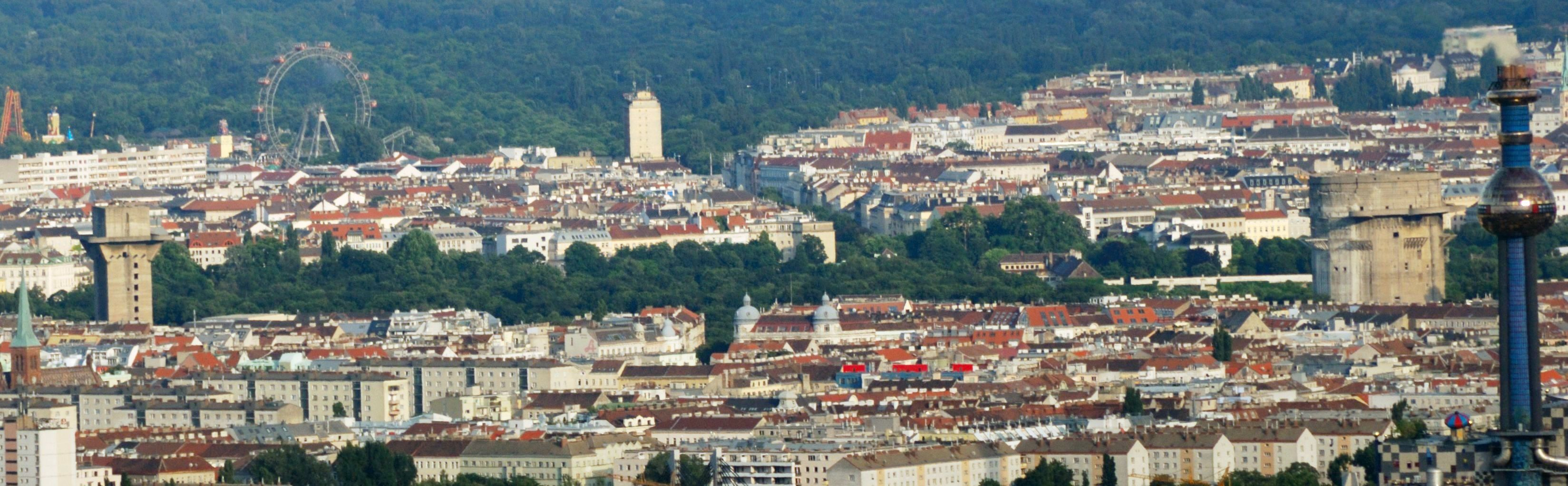
Paarweise Anordnung der Flaktürme im Augarten

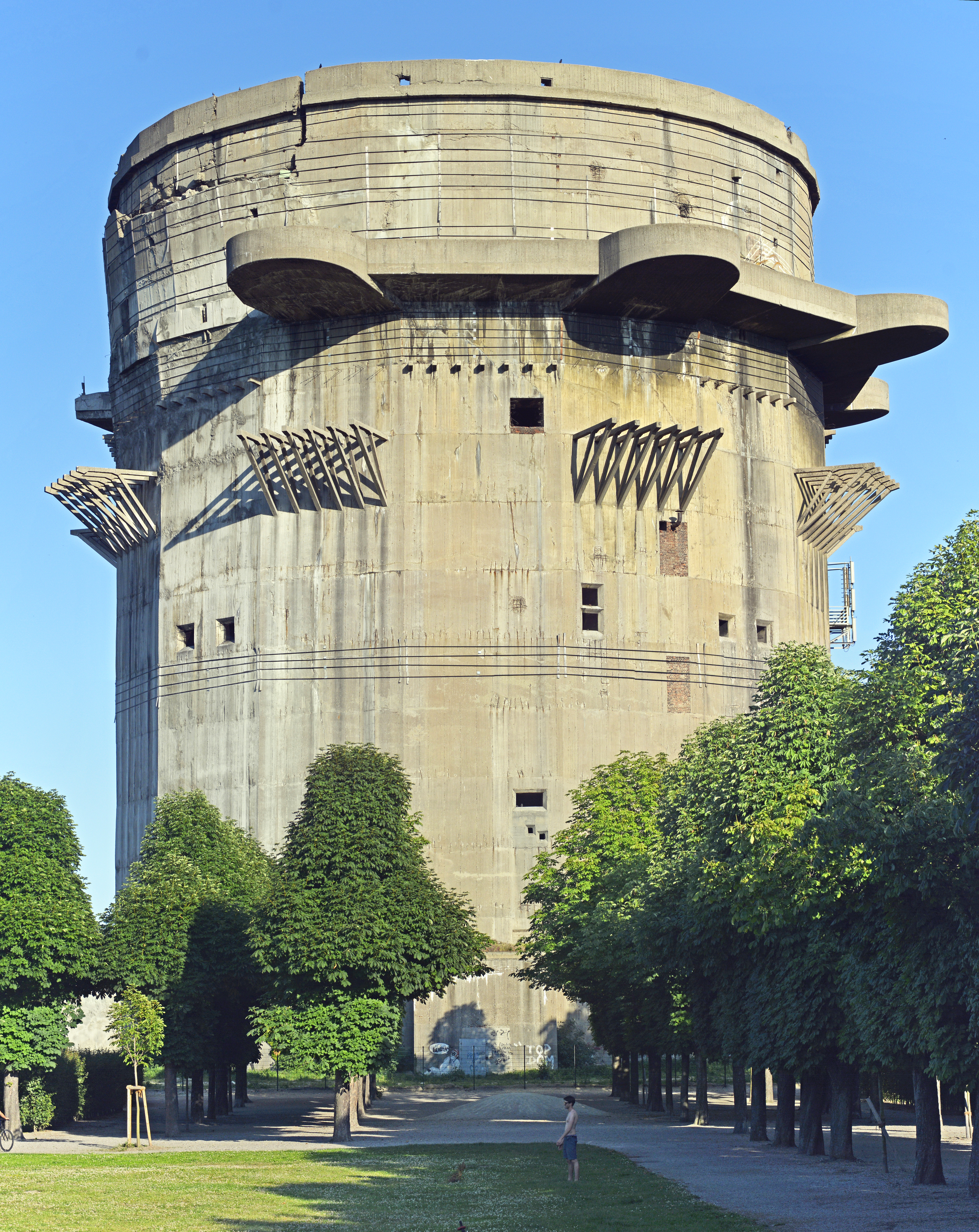
Gefechtsturm Augarten

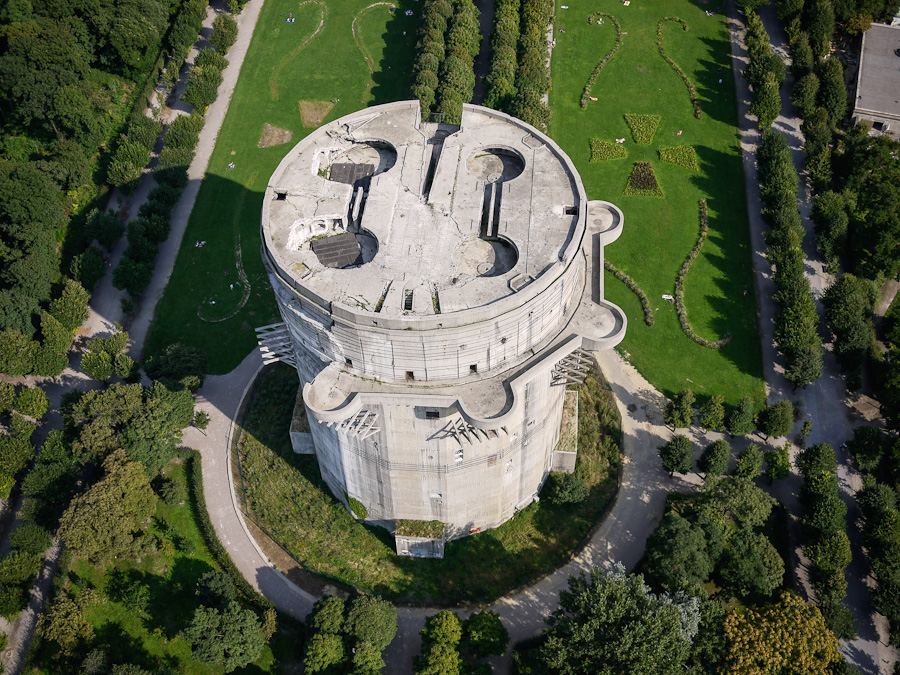
Der beschädigte Gefechtsturm im Wiener Augarten – Luftbild

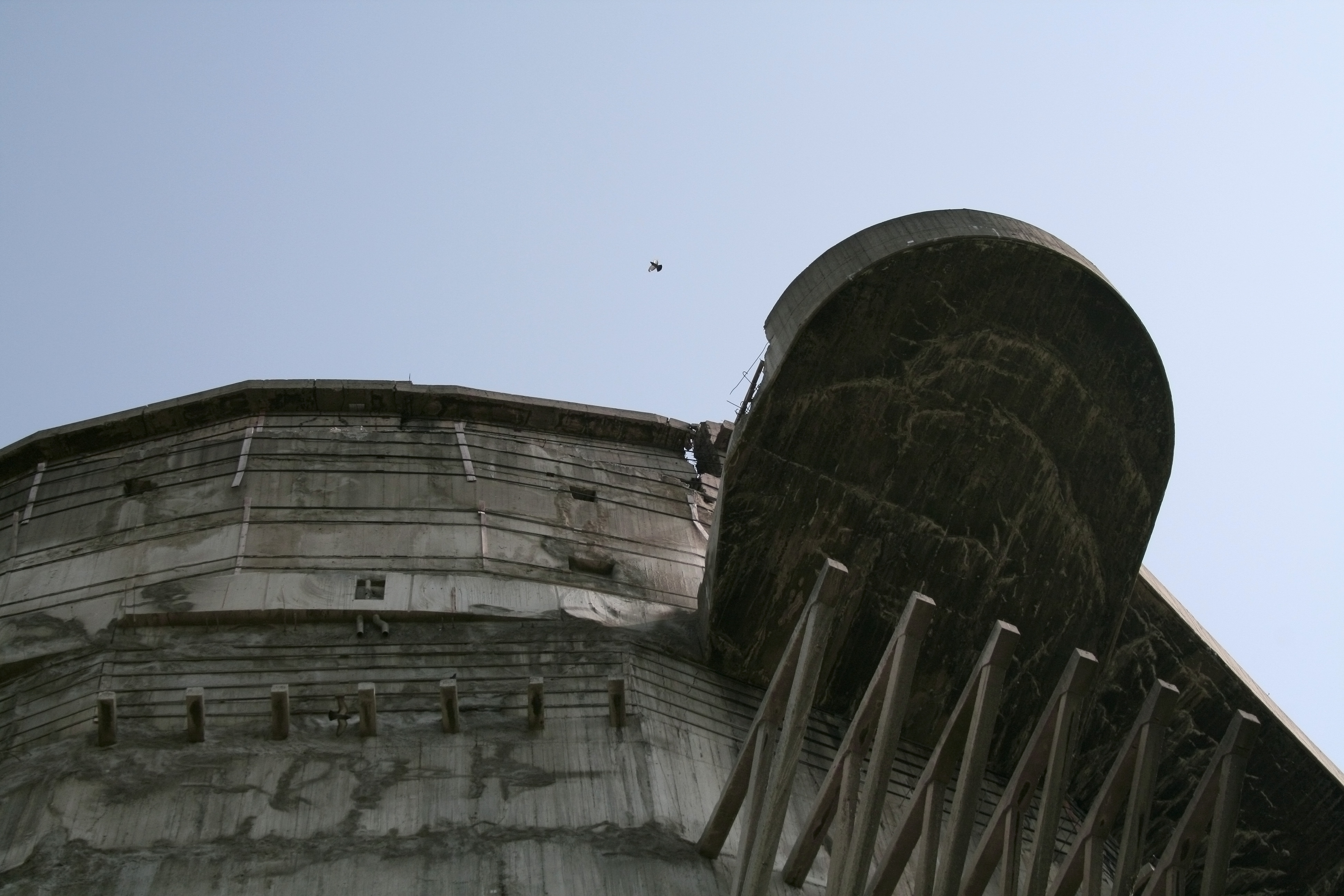
Beschädigte Teile des Gefechtsturms

Das Flakturmpaar im Wiener Augarten (Bezirk: Leopoldstadt) trägt den Codenamen „Peter“. Gefechts- und Feuerleitturm wurden in der Zeit von Juli 1944 bis Jänner 1945 nach Bauart III errichtet. Der Gefechtsturm ist mit seinen 13 Stockwerken um zwei Meter höher als der zwölfstöckige Leitturm, um deren Plattformen auf dasselbe Niveau zu bringen. Es handelt sich um die zuletzt errichteten, und dementsprechend am weitesten entwickelten Flaktürme des Dritten Reiches. Die Planung erfolgte nur mehr im Wiener Büro von Tamms. Besonders markant sind die Stahlbeton-Kragträger an der Außenseite für eine einfachere Wartung bzw. Reparatur der Plattformen.
Zur Errichtung wurde sowohl ein Eisenbahn- als auch ein Straßenbahnanschluss errichtet. Das Bahngleis zweigte vom Nordwestbahnhof ab, kreuzte die Gleise der Straßenbahnlinie 5 und führte danach direkt innerhalb des Augartens an dessen Rand entlang. Um sich eine zweite Kreuzung mit der Straßenbahn zu ersparen, wurde eine Gleisschleife der Straßenbahn abgetragen. Im Augarten gab es eine Abzweigung, die direkt zum Leitturm führte. Auf der gegenüber liegenden Seite des Augartens, etwa bei der Scholzgasse, begann ein Anschlussgleis der Straßenbahn, das direkt in die Eisenbahngleise mündete. Um die Gleise mit Straßenbahnfahrzeugen befahren zu können, wurden in die Herzstücke der Weichen nach Bedarf Passstücke eingelegt. Am 23. Oktober 1944 kam es allerdings zu einem Unfall, bei dem acht Menschen verletzt wurden. Da der Gefechtsturm nicht direkt an den Gleisen lag, wurde zusätzlich noch eine Feldbahn errichtet. Ein Teil der Anlagen wurde schon 1944 wieder entfernt, die USIA ließ den Rest 1948 abtragen.
Der Gefechtsturm ist der höchste aller Flaktürme. Ursprünglich waren nur zehn Stockwerke geplant, dies wurde erst Anfang 1944 abgeändert. Die Außenmauer ist 2,50 m dick, die Dicke der inneren Ringmauer bewegt sich zwischen 1,40 m unten und 1 m oben. Diese innere Mauer schließt jeweils zwei Treppenanlagen und zwei Aufzüge ein. Außen wurden zwei Munitionsaufzüge eingebaut, die in den elften Stock bis zur Plattform führten. Dort befanden sich Gasschleusen, Duschräume und eine Entgiftungsanlage. Vier Treppen führen von hier zu den höhergelegenen Etagen und den Geschützständen. Die Decke hatte eine Dicke von 3,50 m und war spiralbewehrt. Zum Transport von Munition und Geschützrohren gab es hier einen Kran. Die unteren Stockwerke wurden von Rüstungsbetrieben benutzt, in den ursprünglich nicht geplanten drei Geschoßen erzeugte die Wiener Radiowerke-Aktiengesellschaft (WIRAG) nach einem Führererlass vom 30. Mai 1944 Elektronenröhren.
Im Frühjahr 2006 war der Turm über Monate hinweg großräumig abgesperrt, weil durch eine Schuttverlagerung im Inneren als Spätfolge einer Explosion eine Außenwand nach außen gedrückt wurde. Dadurch bestand die Gefahr, dass eine Plattform einstürzen könnte.

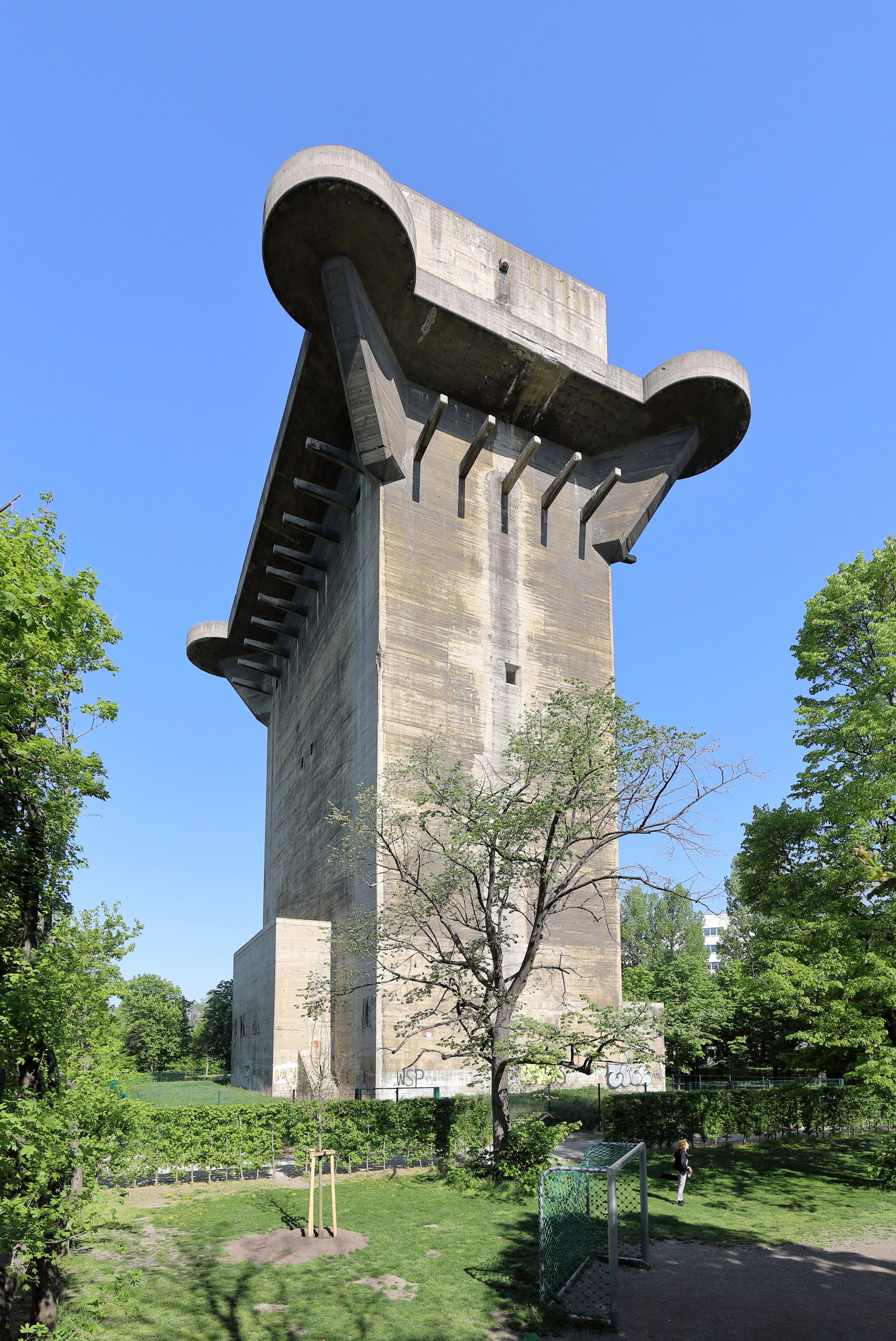
Leitturm im Augarten

Der Abstand des Leitturms zum Gefechtsturm beträgt etwa 400 m. Die Grundfläche beträgt 31 m × 18 m, während sich die Ausmaße in den oberen Stockwerken nur mehr auf 31 m × 15 m belaufen. Zwei Treppen führen von der Südseite durch Schleusen in den ersten Stock. An der Nordseite befinden sich zwei Notausgänge, die nicht in den Originalplänen aufschienen. Die Schutzdecke war wieder 3,50 m dick, das Funkmessgerät war auf diesem Flakturm nicht versenkbar. Auf der Westseite des Turmes befinden sich vom zweiten bis zum neunten Stock Öffnungen, deren Sinn nicht ganz klar ist. Im zwölften Obergeschoß ist ein Durchschuss zu sehen.
Beide Türme sind – ebenso wie der Grund, auf dem sie stehen – im Besitz der Republik Österreich und werden von der Burghauptmannschaft verwaltet. Sowohl Leit- als auch Gefechtsturm stehen leer und werden nicht genutzt.
Seit März 2002 sind beide Türme an die Datenverarbeitungsfirma DCV vermietet, die sie in ein IT-Datencenter umbauen wollte. Der ursprünglich abschlägige Bescheid des Bundesdenkmalamts (sowohl die Flaktürme als auch der Augarten selbst stehen unter Denkmalschutz) wurde nach langem Hin und Her vom übergeordneten Bundesministerium für Bildung, Wissenschaft und Kultur aufgehoben. Dennoch dürfte dieses Projekt als endgültig gescheitert betrachtet werden: Seitens der Stadt Wien gibt es keinerlei Bestrebungen, Teile der historischen Parkanlage in Bauland umzuwidmen. Auch seitens der ansässigen Bevölkerung stieß das Projekt auf breite Ablehnung, da mit dem Ausbau des Gefechtsturms zu einem IT-Datencenter auch eine Aufstockung des Turms um drei vollverglaste, in der Nacht hell erleuchtete Stockwerke einhergegangen wäre. Weitere Kritikpunkte waren mit dem Projekt einhergehende Notwendigkeiten wie die Öffnung von Teilen des Augartens für Zulieferverkehr und die Abgasbelästigung durch Diesel-Notstromgeneratoren.
Technische Daten
| Beschreibung             | Gefechtsturm                   | Leitturm                       |
| ------------------------ | ------------------------------ | ------------------------------ |
| Fundamentausmaß [m²]     | 2.120                          | 651                            |
| Verbaute Fläche [m²]     | 1.475                          | 510                            |
| Nutzfläche [m²]          | 11.000                         | 2.925                          |
| Grundfläche              | 43,0 m Ø                       | 31,0 m × 18,0 m                |
| Höhe [m]                 | 55                             | 53                             |
| Turmmasse / Nutzlast [t] | 149.100                        | 55.550                         |
| Geo-Koordinaten          | 48° 13′ 33″ N, 16° 22′ 23,8″ O | 48° 13′ 40,4″ N, 16° 22′ 42″ O |

## Bunker Gerichtsgasse

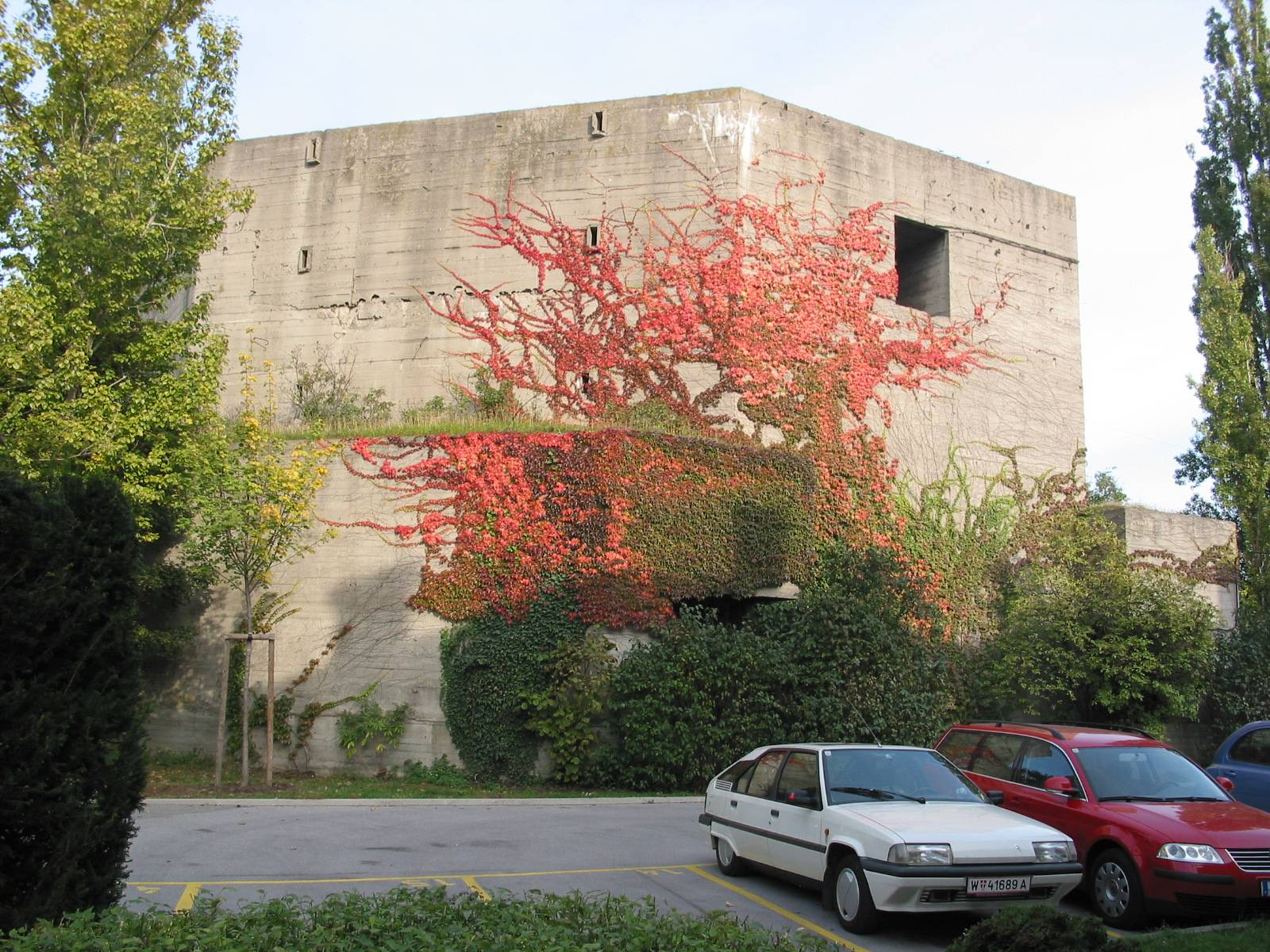
Bunker Gerichtsgasse

In der Floridsdorfer Gerichtsgasse 1B (48° 15′ 41″ N, 16° 23′ 48″ O) befindet sich ein unvollendeter Bunkerbau, der von der Grafik Wien (Stadtkartographie) teils als Flakturm, teils als Bunker bezeichnet wird. Der ursprüngliche Zweck des Baues war der Schutz der umliegenden Industrie- und Werksgebiete, insbesondere von Siemens und der Raffinerie, gegen Tieffliegerangriffe. Die Errichtung eigener Bunkeranlagen zur Verteidigung wäre aufgrund der umliegenden freien Wiesen im Hinblick auf den baulichen und betrieblichen Aufwand einer Flakturmanlage vermutlich in diesem Gebiet ohnehin nicht ökonomisch gewesen. Zwecks Errichtung dieses Baus wurde 1944 ein Straßenbahngleis von der Peitlgasse durch die Gerichtsgasse angelegt, das in Seitenlage auf Vignolschienen verlief.
Der Bau hat einen achteckigen Grundriss mit einer Seitenlänge von ca. 8,30 m, die Außenmauern sind 1,50 m dick. Im Inneren gibt es ein Stiegenhaus mit vier Treppen und einen runden Schacht mit einem Durchmesser von 1,30 m. Die Zwischendecken sind 30 cm dick, die oberste ist eingestürzt und ruht auf der Schalung, wobei der Zustand der Schalung auf einen Brand hinweist. Da die oberste Decke keine Schutzdecke ist, waren wohl noch weitere Stockwerke geplant. Das Gebäude hat zahlreiche Öffnungen auf der Außenseite und von den ehemals sechs Zugängen sind heute fünf zugemauert. Seiner äußeren Erscheinung nach steht der Bunker heute leer.

## Gescheiterte Vorschläge der Umnutzung
Es gibt eine lange Geschichte fruchtloser Bemühungen um eine Umnutzung der Flaktürme nach 1945. Diese betrifft vor allem das Türmepaar im Arenbergpark und den Turm im Esterhazypark.
- Arenbergpark 1990: Wohnprojekt mit Dachschwimmbad.[14] Da die vorgesehene Turmummantelung viel Parkgrund gekostet hätte, kam es zu einer Bürgerinitiative und im Gefolge zu einer „Nachdenkpause“.[15]
- Esterházypark: 1969 wurde eine Umwandlung zur Parkgarage ventiliert.[16] Seit dem Anfang der 1990er-Jahre setzte sich vor allem die Kronen Zeitung für massive Aufstockungen ein – bisher allerdings vergeblich. Ein Hochhausprojekt auf dem Esterhazy-Flakturm wurde bereits Anfang der 1990er-Jahre propagiert.[17] Ein ähnliches Projekt wurde von der „Krone“ am 28. Februar 2000 und am 2. August 2000 vorgestellt.[18] Im März und April 2003 propagierte die „Krone“ unter ihren Lesern einen Ideenwettbewerb zum Thema Flaktürme, der Bericht darüber erfolgte erst am 22. Jänner 2004. 2007 wurde der Architekt Wolf Prix mit einem ähnlichen Projekt in Verbindung gebracht. Es kam aber, laut Die Presse vom 1. Oktober 2007, wieder zu einer „Abfuhr“.[19]

Als Proponenten solcher Projekte der Umnutzung treten in der Regel (Ausnahme Augarten) mehr oder weniger finanzstarke Private auf, auch die Wiener Stadtplanung scheint wohlwollend gestimmt. Als Gegner derartiger Vorhaben hat sich in den letzten Jahren das Bundesdenkmalamt profiliert. Der anfänglich vielfach geforderte Abriss erwies sich als zu teuer.

### Film
- Helene Maimann: Gefährliche Himmel – Bombenkrieg über Österreich. 2004, 44 Min. (Video bei zdf.vo. Begehung des Flakturmes, zeitgenöss. Aufnahmen. Angriffe auf Wien und Linz werden dokumentiert).